# سیارک ۱۰۴۵۷
سیارک ۱۰۴۵۷ (به انگلیسی: 10457 Suminov، نامگذاری:1978QE2) ده هزار و چهارصد و پنجاه و هفتمین سیارک کشف شده‌است که در ۳۱ اوت ۱۹۷۸ کشف شد.
قدر مطلق سیارک برابر ۱۷٫۰ است.